# Maximilian Berlitz
Maximilian (Maximilien) Delphinius Berlitz (Mühringen, Wurtemberg, Alemania, 14 de abril de 1852 - Nueva York, Estados Unidos, 6 de abril de 1921) fue un pedagogo estadounidense de origen alemán.
Descendiente de una familia de comerciantes judíos, se llamaba originariamente David Berlizheimer y emigró en 1870 a los EE. UU., donde cambió el nombre por Maximilian Delphinius Berlitz. En 1872 se casó en Rhode Island con Lilie Bertha Ehlert, hija de emigrantes alemanes, con la que tuvo dos hijas, Bertha y Millicent.
Berlitz trabajó al principio en varios empleos, entre ellos el de profesor particular de latín y griego. A los pocos años la familia se mudó a Providence, donde Berlitz daba clases de estas lenguas en la escuela superior. En 1887 publicó el libro "The Logic of Language" y un año después abrió su propia escuela de idiomas, que ya contaba con 226 alumnos en el primer año.

Profesor de lenguas vivas en Estados Unidos, al instruir a alumnos con los que no tenía idioma común tuvo que recurrir a un método “directo” de enseñanza, consistente esencialmente en asociar la visión de un objeto o de una acción con las palabras que los designan. Este método fue puesto en práctica en una escuela que abrió Berlitz en Providence (Rhode Island) en 1878. Fue tal el éxito, que las escuelas Berlitz se multiplicaron en el mundo y varios centenares de estas escuelas han formado, desde su creación, numerosos alumnos. El método Berlitz contribuyó notablemente a transformar la pedagogía de las lenguas vivas y continúa siendo uno de los más cómodos cuando se trata de adquirir rápidamente el vocabulario de la vida práctica.
- Datos: Q85209
- Multimedia: Maximilian Berlitz / Q85209